# Іліодор (Голованицький)
Іліодор Голованицький (у миру Іван Федорович; 1795—1879) — схіархімандрит Російської православної церкви.

## Життєпис
Іван Голованіцький народився 1795 року в селі Старосілля Київської губернії у родині місцевого православного священника. З 1806 навчався в Київській духовній семінарії, але утискується своїм власним братом — учителем, в 1813 залишив семінарію і вступив до Нижньогородського ополчення.

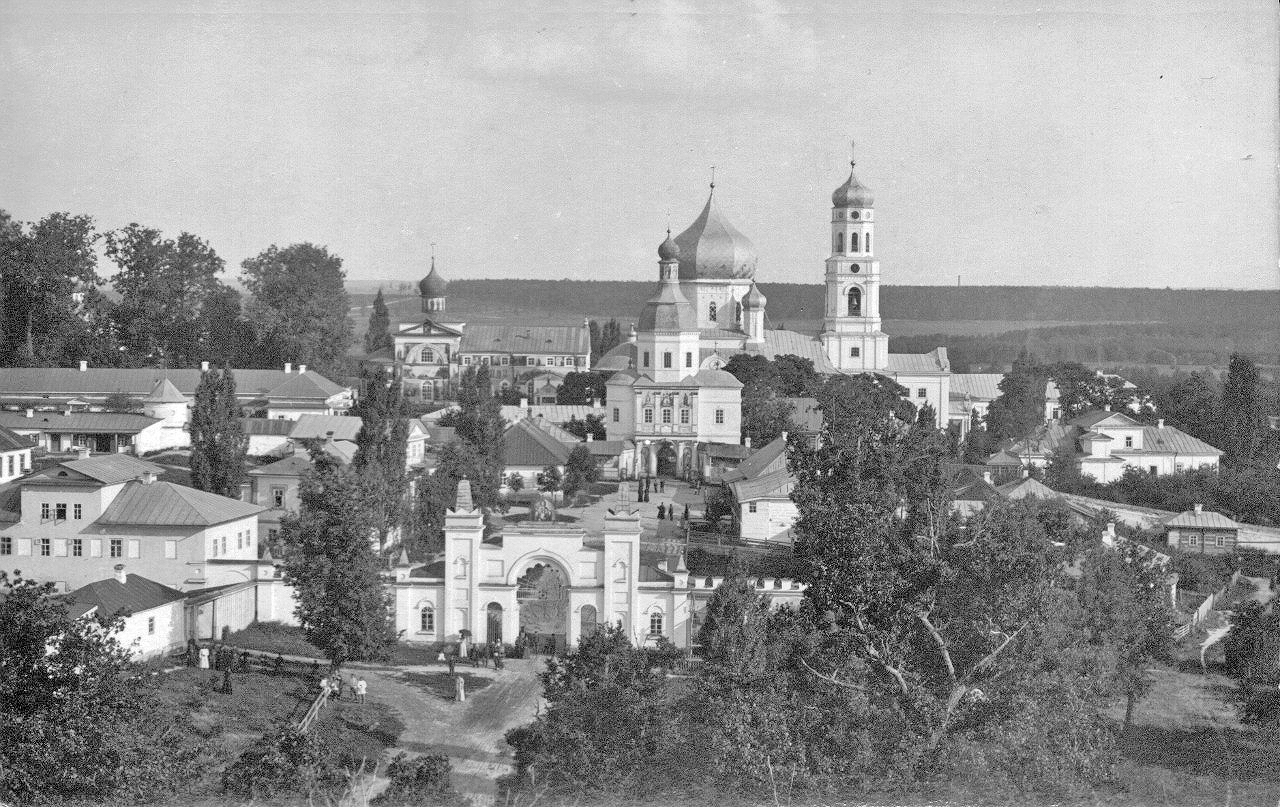
Глинська пустинь

У 1815 році Іван Голованицький вступив послушником до Києво-Печерської лаври, потім був у Іверсько-Софронієвій та Глинській пустинях і в останній прийняв мале постриження з ім'ям Іоіля, а в 1824 році — повне з ім'ям Іоанніка; того ж року висвячений на ієродиякона.
У 1826 році Іліодор Голованицький переведний у Свято-Миколаївський Пустинно-Рихлівський монастир Чернігівської єпархії на посаду скарбника.
6 серпня 1840 року отець Іліодор призначений архімандритом Петропавлівського монастиря Глухівського повіту.
6 вересня 1845 року Іліодор Голованицький звільнений з посади за станом здоров'я і оселився в Глинській пустині, взявши на себе «подвиг миротворця». Був духовним наставником Миколи Дробязгіна.
У 1851 році подорожував до Палестини та на Афон.
У 1858 році прийняв схиму з ім'ям Іліодора.
З 1863 зовсім усамітнився в лісі, де помер 11 липня (28.06.ст.ст.) 1879 року.
За відгуками сучасників: він був чернець дуже суворого життя; казали, що він мав дар прозорливості; протягом свого життя йому довелося зустріти чимало недоброзичливців, заздрісників та наклепників.